# Fisher Ames
Fisher Ames (ur. 9 kwietnia 1758 roku w Dedham w stanie Massachusetts, zm. 4 lipca 1808 roku w Dedham w stanie Massachusetts) – amerykański prawnik i polityk z Massachusetts.

## Życiorys
Urodził się w Dedham (Massachusetts), jako syn Nathaniela Amesa seniora, lekarza, właściciela tawerny i autora almanachów oraz Deborah Fisher. Intelektualnie uzdolniony Ames został przyjęty na Uniwersytet Harvarda w wieku zaledwie 12 lat. Przesiąknięty literaturą klasyczną, wyróżniał się wymową i brał udział w klubie dyskusyjnym Institute of 1770. W 1774 r. ukończył studia, następnie służył w milicji Dedham w czasie bitwy pod Bunker Hill, ale nie brał udziału w walce. W domu rozwijał swoje zainteresowania naukowe, szeroko poznając literaturę klasyczną i historię. Od czasu do czasu uczył w szkole. Pod okiem wybitnego Williama Tudora Ames studiował prawo. Został dopuszczony do wykonywania zawodu przed Sądem Powszechnym, a do 1784 r. przed Sądem Najwyższym w Bostonie. Nigdy nie lubił swojego zawodu, preferując bardziej aktywność na scenie politycznej.

## Polityka
Lider partii federalistycznej, członek Kongresu, eseista i znany mówca. W latach 1789–1795 podczas pierwszej, drugiej i trzeciej kadencji Kongresu Stanów Zjednoczonych reprezentował pierwszy okręg wyborczy w Massachusetts w Izbie Reprezentantów Stanów Zjednoczonych.
Podczas czwartej kadencji Kongresu Stanów Zjednoczonych w latach 1795–1797 z ramienia partii Federalistycznej reprezentował ósmy okręg wyborczy w stanie Massachusetts w Izbie Reprezentantów Stanów Zjednoczonych.